# Кадубівці
Ка́дубівці — село в Україні, у Чернівецькому районі Чернівецької області. Славиться своєю культурою та мистецтвом. Центр Кадубовецької територіальної громади.
Неподалік від села розташований ландшафтний заказник — Кадубівська стінка, релігійна памʼятка — статуя Божої Матері Кадубовецької, а також геологічна пам'ятка природи Кадубівська лійка.

## Герб
Лазуровий щит перетятий і напіврозтятий. У першій частині виникає Богородиця із золотим німбом і короною в лазуровому одязі та червоному плащі, обтяжена немовлям із золотим німбом, у червоному одязі із золотим щитком. У другій частині золотий колодязь. У третій частині золотий сніп.

## Коротка хронологія
Перші письмові відомості про Кадубівці відносяться до XVI століття. В одній з молдавських грамот за 1589 рік визначаються межі села, як феодального володіння.
У 1858 році в селі була відкрита народні початкова школа.
У 1888—1890 роках на кошти громадян села було збудовано першу в селі кам'яну пам'ятну споруду — Храм Пресвятої Богородиці. Громада мала власну символіку: печатку з зображенням дерев'яного хреста, перед яким стоїть бик (відомі відбитки такої печатки, датовані 1857—1869 рр.).
В 1940 році Заснована Кадубовецька сільська рада.
В 1948 році утворилися два колгоспи «Шлях до комунізму» та Колгосп ім. Кірова.
3 червня 1947 р. (в «зелений» вівторок) у с. Кадубівці в бою з емґебістами загинуло шість повстанців: кущовий ОУН Георгій Куруляк-«Пік» (1925 р. н., із с. Дорошівці), Георгій Нуцуляк- «Криворіг» (1914 р. н., із с. Дорошівці), Петро Федорюк (1898 р. н., із с. Брідок), Іван Никоряк із с. Репужинці, а також охоронці керівника Заставнівського районного проводу ОУН — Іван Садківський-«Тиміш» (підірвався гранатою) та Манолій Поклітар (обидва із с. Брідок, 1927 р. н.).
1993 р. візит на Буковину митрополита УПЦ у Канаді Василя (Федака), уродженця с. Кадубівці.

## Історія та культура

### Перша згадка
Кадубовецька культура має початок з часів неоліту IV-III тис. до н. е., саме тоді на території села почали зʼявлятись людські поселення. Символічною знахідкою того часу є кремінний вкладиш серпа знайдений на одному з полів.
Вже за черняхівської культури (II-VI ст.) було виявлено рештки повноцінного ранньословʼянського села в урочищі Кадуб, неподалік сучасного села. Слово "Кадуб" має первісне значення "криниця". Відомо, що саме звідти зародилась назва "Кадубівці". Точний час заснування села невідомий.
Збагачення культури відбувалось за рахунок торгових шляхів. Кадубівці розташовувались на перехрестях декількох торгових шляхів, а також поряд з давньоруським портовим містом Василевом. Торговці приносили золото, а разом з ним і культурні надбання Русі-України, про що свідчать давні монети знайдені на території села. Крім руської культури, поселення накопичувало в собі культури сусідніх держав, що відрізняло село від інших. Таким чином саме тоді почалась зароджуватись власна кадубовецька культура зі своїм особливим шармом.

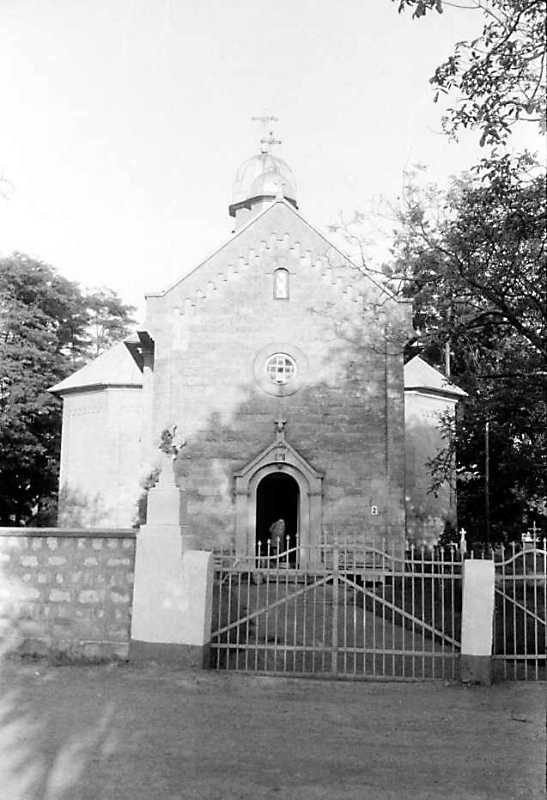
Храм Успіння Пресвятої Богородиці 1991 рік

У місцевих жителів збереглась легенда про походження села: "Засновником і першим поселенцем села був якийсь Павуш. Збудував біля свого будинку криницю з журавлем, вона і донині збереглась. Павушева криниця - історичний центр й одночасно найдавніша памʼятка села.
Історія
Перша письмова згадка про село і його межі датується 1589 роком, в одній з молдавських грамот.
Під час турецького панування в селі виник Турецький Кут - осередок села. У 1775 році село окупувала Австрія, тоді виникли ще три осередки - Панська вулиця, Жидівський кут і Слобода. 
"Весна народів" 1848 р. прийшла в село із скасуванням панщини. За словами місцевих старожил, пани не хотіли повідомляти селянам про скасування панщини, аж поки в село не завітав сам цісарський син. Він прикинувся звичайним селянином та побачив що про свободу від панщини селяни і не чули. Після цього він написав листа пану хто він є такий, і наляканий пан був змушений повідомити.
В капіталістичну добу кадубівчани "вступили роздягнуті до нитки". Через тодішні податки селяни не мали коштів навіть на базові речі. За сіль платили в 700 разів більше ніж її собівартість.
В 1852 році при вʼїзді в село було встановлено духовний символ села - фігура Божої Матері Кадубовецької. 1885-1889 роки зведення храму Пресвятої Богородиці. Також зусиллями громади було організовано народну читальню, яка була під опікою товариства "Руська бесіда"
Вже за румунів, українська культура та мова була під утиском влади. В школі відбувалась румунізація. На початку XX ст. почався період діяльності кадубовецького церковного хору, також декілька бунтів проти румунського панування.
З приходом радянської влади краще не стало. Почалась Друга світова війна, про культуру не йшло і мови. Багато хлопців та чоловіків мобілізувало окупаційне румунське командування, а після контратаки, мобілізовувала вже радянська влада. Багато кадубівчан загинуло та поховано в Східній Прусії.
З 1945 в селі почала встановлюватись радянська влада. Встановлювався ряд заборон. Утискалась церква, українська мова, багато історичних памʼяток було вивезено до Москви. Спочатку у селі було організовано одразу два колгоспи: на Слободі - "Шлях до комунізму", на Турецькому куті - "імені Горького". Люди були змушені віддавати своє господарство на користь совєтам. 
9 липня 1946 "бандерівці" вбивають голову сільради Дідіва Миколу  Констянтиновича та Луник Ганну Василівну, які були причетні до загибелі шести вояків УПА. Внаслідок цього, каральні органи посилюють репресії, і протягом двох років увʼязнюють кілька десятків кадубівчан. Торську Параску, чоловік якої загинув на фронті, було увʼязнено на 19 років за 19 качанів кукурудзи, схованих вдома.
Службам НКВС не вдалось повністю знищити повстанський рух в селі, але ситуація заспокоїлась і таких великих боїв вже не було. Крім колгоспу люди більше не мали інших способів заробітку. Працювали в "ланці" – і малі і старі. Чорноземи поблизу села були відносно родючими, тому колгосп швидко став прибутковим. 
В період відлиги, за рахунок колгоспу: покращувалась інфраструктура села, асфальтовано центральну дорогу та побудовано ряд об'єктів. Втричі збільшено площу школи. Також діяла сільська баня поблизу Павушівського ставу, вона була єдиною в цій частині району, тому обслуговувала також і сусідні села. Функціонував млин, кормовий комбінат та великий комплекс відгодівлі корів, відкрито музичну та художню школи.
Таким чином село жило спокійно, проте бідно та пригнічено. Ця ситуація знову призвела до появи в селі патріотичних рухів. Це був період "перебудови", коли вже вся Україна нарешті стала свідома. Було проголошено незалежність.
Село радо вітало нову державу, тому що вперше за довгий час кадубівчанам більше не треба було таємно приховувати свою проукраїнську позицію, таємно ходити до церкви та відмовлятись від своїх традицій. У 1993, з візитом у свої рідні Кадубівці навідався митрополит Василій. Не дивлячись на складну економічну кризу, село трималось і деколи навіть відкривався бізнес.
В 00-вих Кадубівці знову встали з колін. Почалось будівництво промислових фабрик, відкривались ресторани та магазини. Багато кадубівчан виїхали закордон на заробітки, переважно в Польщу та Італію. Почалась масова розбудова села та утворився новий великий кут - Селище. Внаслідок ліквідації обʼєднань, паї перейшли в руки селянам, багато почали обробляти їх самі. Хто не мав змоги обробляти – віддавав паї місцевим орендаторам, сільське господарство на території села стало прибутковим. У 2009 році відкрито памʼятник Тарасові Шевченку. Було збудовано нову амбулаторію і повністю переасфальтовано ділянку траси E85, повністю відремонтовано школу.
У 2018 було розформовано Заставнівський район та створено Кадубовецьку територіальну громаду.
Проте пандемія призупинила розвиток села, а згодом і повномасштабне вторгнення. 
Зараз село переживає важкий час. Багато кадубівчан полегли в боротьбі з російськими окупантами. Тож зараз на долю місцевих припадає важлива місія: зберігати і надалі давнє культурне та історичне надбання Кадубівців, зберігати памʼять тих хто своїм життям захистив наш край, жити теперішнім і думати про майбутнє свого рідного села.

### Культура за часів СРСР
Великий поштовх дало створення у Кадубівцях - культурного будинку. Це стало новим осередком кадубовецької культури. Було організовано музей та бібліотеку, а також великий зал із сценою. Декілька разів на рік були покази кіна та виступи до свят.
Значно збільшилось населення села, бував період, що в школі одночасно вчилось більше 600 учнів. Значно збільшився рівень освіти серед кадубівчан. Кожної неділі люди таємно ходили до церкви. Економічне становище не давало позитивних надій: на колгоспні зарплати вижити було практично неможливо. Тож люди були змушені вести власне господарство.

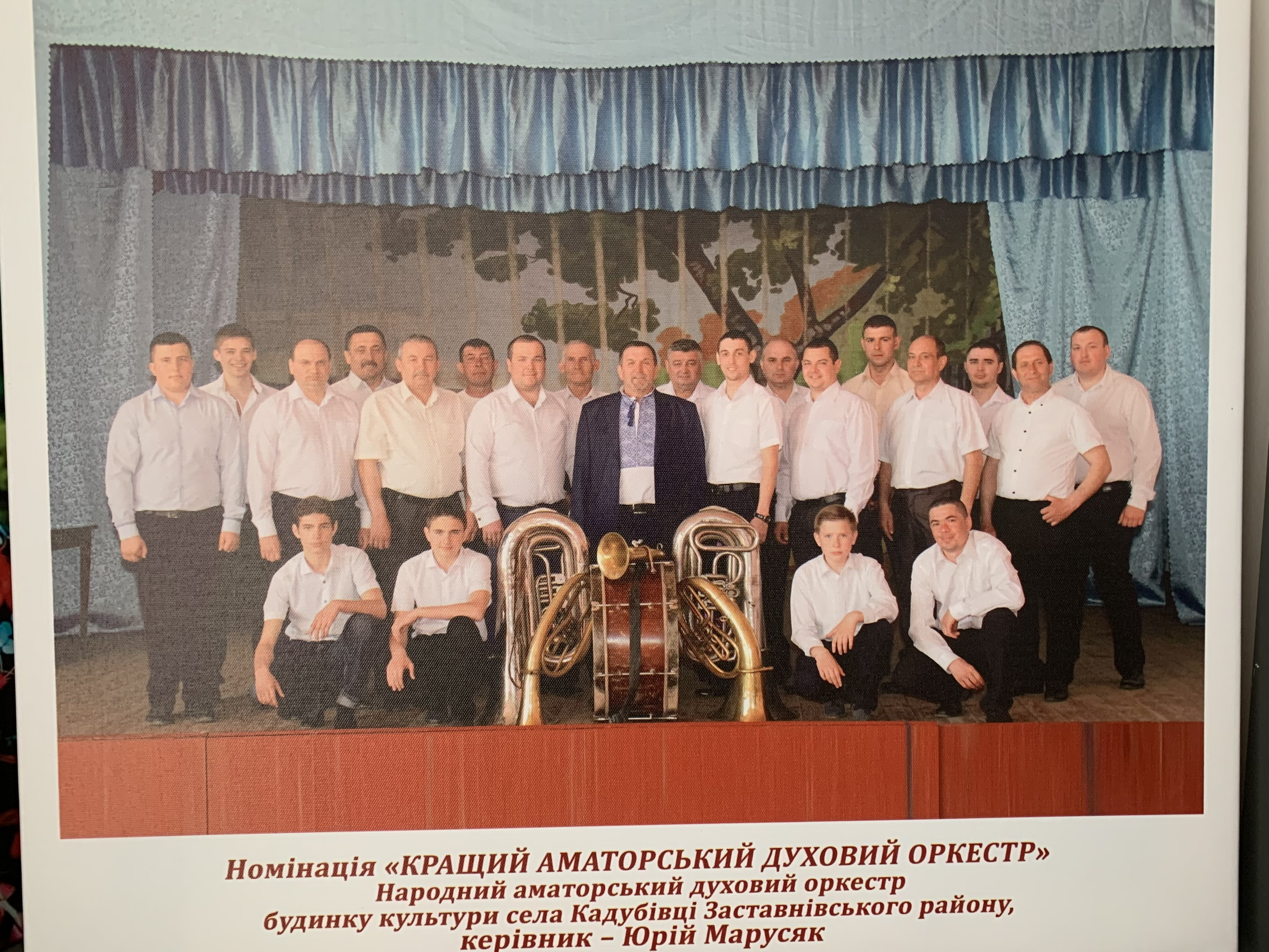
Кадубовецький народний духовий оркестр

В розвитку музичної культури було створено музичний оркестр. Його очолив шкільний вчитель музики Марусик Юрій. Разом із оркестром вони їхали на виступи по різних куточках УРСР, прославляючи кадубовецьке надбання. Вже за незалежної України його очолив Юрій Маруся́к, він продовжив діло свого вчителя. Одним із найважливіших його творіннь стало створення пісні про село: "Село моє...". Пісня стала офіційним гімном села. Під час повномасштабного вторгнення оркестр припинив виступи, а декілька музикантів стали воїнами ЗСУ.

### КЗ "Центр культури та мистецтв"
В сфері культури владою було прийнято створення комунального закладу "Центр культури та мистецтв" Кадубовецької ОТГ. Очолила донька композитора Юрія Марусяка - Галина Марусяк. 

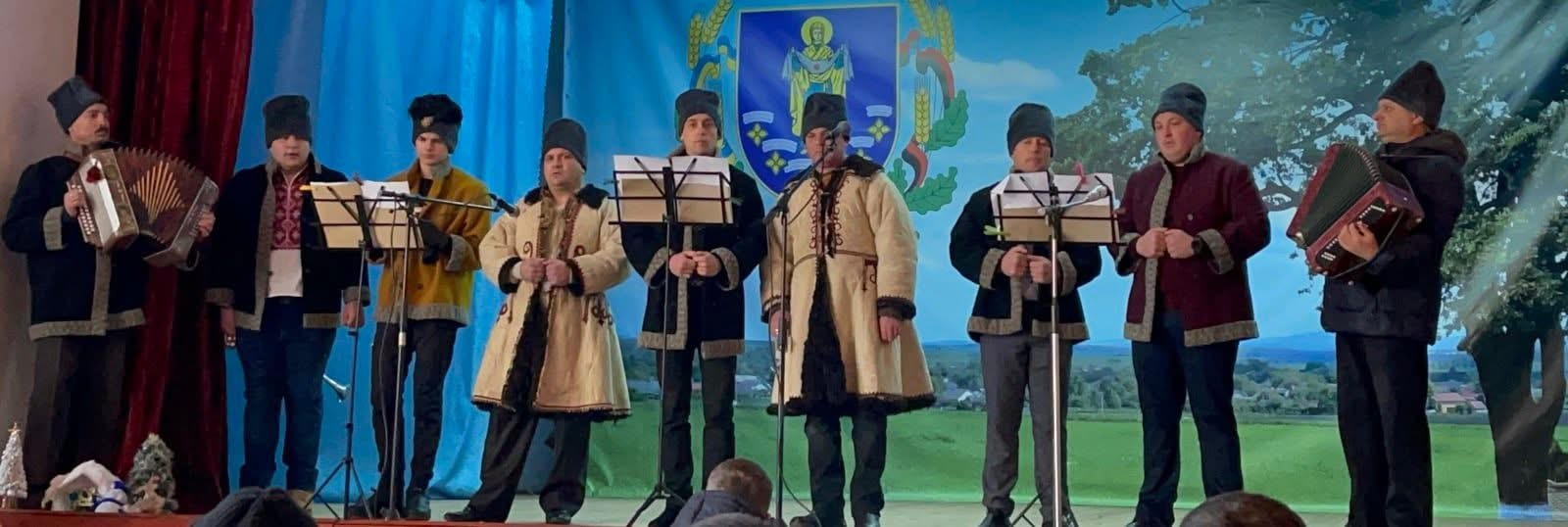
Виконання кадубовецької коляди "Йосип Старий"(автор Юрій Марусик)

При закладі створено: народний духовий оркестр, хоровий колектив, фольклорний колектив "Кадубівчанка", гурток "Художнє слово", вокальний ансамбль "Голосочки" (керівник Альона Марусик), вокальний ансамбль "Різдвяна зоря", танцювальний колектив народного танцю "Струмочок" (керівник Наталя Пелещишин). Також філію Заставнівської музичної школи перетворено на Кадубовецьку музичну школу (директор Володимир Мулик).

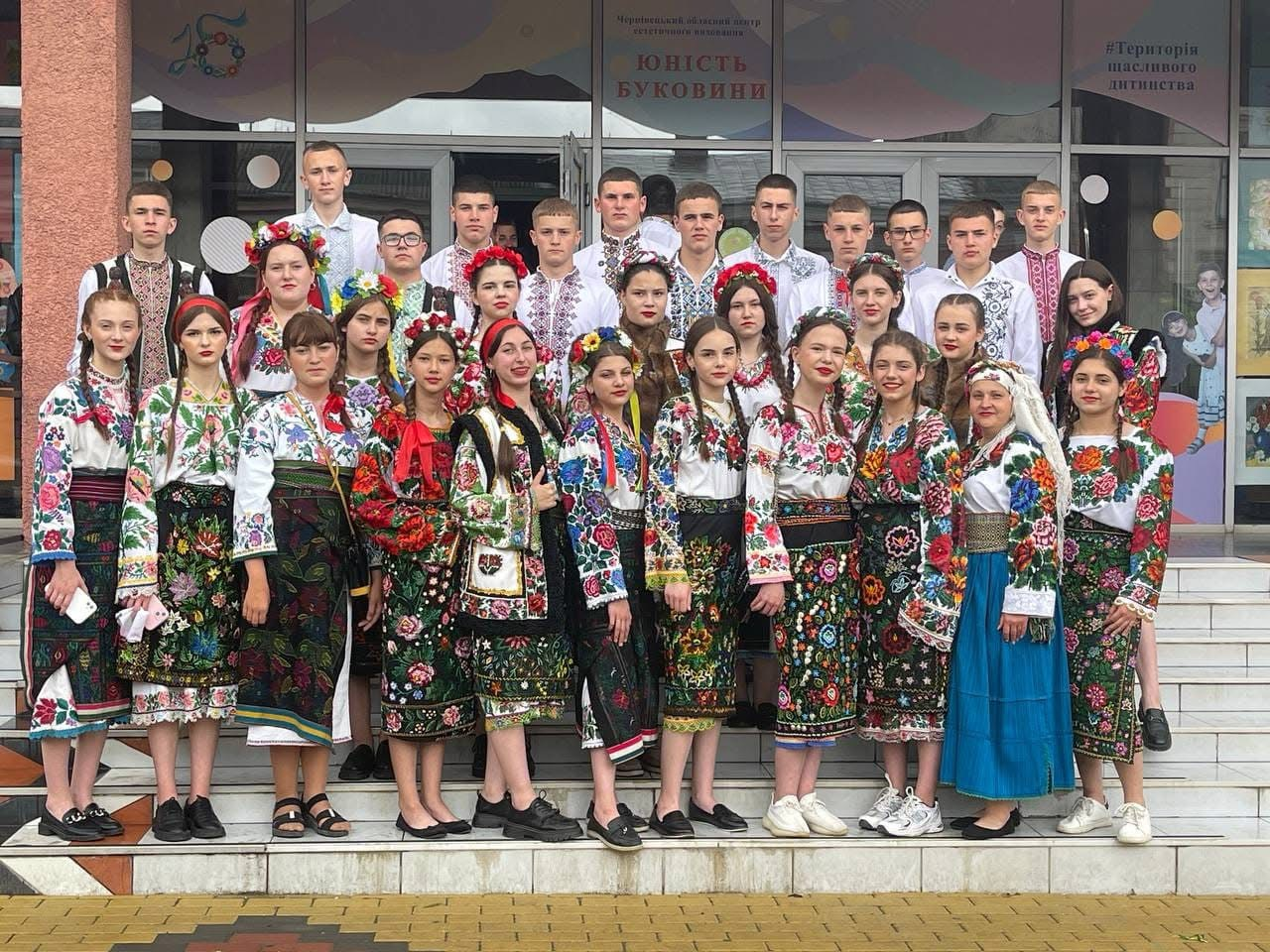
Фольклорний колектив "Кадубівчанка" 2025

Нині, кадубовецька культура знову на етапі розквіту, і займає велику частку культури в місцевості. Колективи показують зразкову роботу та багаторічне історичне надбання Кадубівців.

## Легенди про село
Легенди із села Кадубівці
Рештки ранньослов'янського поселення черняхівської культури (II—VI ст.) виявлено в урочищі «Кадуб» неподалік сучасного села. Це свідчить про безперевність землеробської традиції і заселення території, прилеглої до села, з давніх-давен і в наступні роки. Точний час заснування села невідомий. Етимологія назви «Кадубівці» вказує на її зв'язок із стародавнім поселенням в урочищі «Кадіб» з первісним значенням «криниця».
За місцевими переказами, першим поселенцем, що започаткував село Кадубівці, був якийсь Павуш, і пам'ять про нього закарбувалася в одному із осередків села — Павушівці. Поселившись на березі струмка, який перетинає сучасне село, залишився безіменним. Павуш обладнав на своєму обійсті криничку з журавлем. Вона збереглася донині і недавно дбайливо оновлена сільчанами.
«Божа матір»
Старожили розповідають про походження скульптури «Божої матері з дитям на руках», що прикрашає в'їзд в село.
Там підпис: 1852 рік.
Це було тоді, коли наш край входив до Австро-Угорської імперії, у середині ХІХ століття. В урочищі селища жила поміщицька сім'я. Там був їхній маєток. Селяни-кріпаки мусили відбувати панщину по 5-6 днів на тиждень. Тяжка була праця, за що-небудь били палицями. Та ще гірше доводилося селянам, які працювали в панському маєтку. Люта пані знущалась над людьми, ображала, наказувала людей бити. Завжди проклинала людей. Її улюбленими прокльонами були: «Щоб тебе гадина вкусила». Ці прокльони вона посилала кожному. Чи то Бог не стерпів такого знущання над людьми і вирішив покарати поміщицю, чи скривджені селяни підкинули в маєток багато змій. Вони розмножувались скрізь. Від укусу змії померла пані. Пан злякався такої смерті дружини і замовив скульптуру «Матері Божої» і поставив її біля свого двору, освятивши двір і статую.
В роки Першої світової війни (1914—1918 рр.) наш край був ареною жорстоких боїв. В 1916 р., коли йшли бої біля сіл Хрещатик, Звенячин, Василів, пострілами з гармат було збито постамент статуї «Божої матері».
Дідич-богач Давидович, який мешкав недалеко (зараз в селі стара контора, біля пам'ятника «Загиблим воїнам-односельцям»), наказав привести статую «Божої матері» в свій маєток і заховав. Коли стихли бої, він сім разів запрошував священика з церкви, який читав Біблію і освячував статую «Божої матері». Потім статую «Божої матері» поставили на попереднє місце (при в'їзді в село).
В часи Хрущовської антицерковної кампанії, коли закривались і руйнувались церкви, хрести, статую «Божої матері» було перенесено і поставлено на старе кладовище. Кадубівчани дбайливо доглядали, ставили свічки, квіти. І там вона простояла до 1992 року. В даний час, церковною громадою і жителями села під керівництвом Ільчука Івана Васильовича і Семенюка Василя Степановича статуя «Божої матері» перенесена на старе місце (при в'їзді в село) і освячена.
Вона стоїть при дорозі, прикрашаючи наше село. Щодоби повз неї проїжджають тисячі автомашин. Матір Божа допомагає всім подорожуючим, хто просить її допомоги.

## Релігія

### Церква Успіння Пресвятої Богородиці
Говорячи про священників варто згадати про діяльність Петра Собестинського, він очолював кадубовецький храм у складні радянські часи близько сорока років. Взяв на навчання свого наступника молодого Ярослава Бачинського з Бучачу. Згодом жив свої останні роки у Чернівцях.
Отець Ярослав який став у 1996 році священником храму, також був патріотично налаштованим. Організовував ремонти церкви, і також як його попередник довго очолював церкву (близько 25 років)
На даний час Храм Успіння Пресвятої Богородиці очолює отець Іван Михайленко і сумлінно виконує свої обовʼязки
Навколо сучасної церкви стоять декілька памʼяток-хрестів, це свідчить про те що до будівництва тут був цвинтар або невелика церква

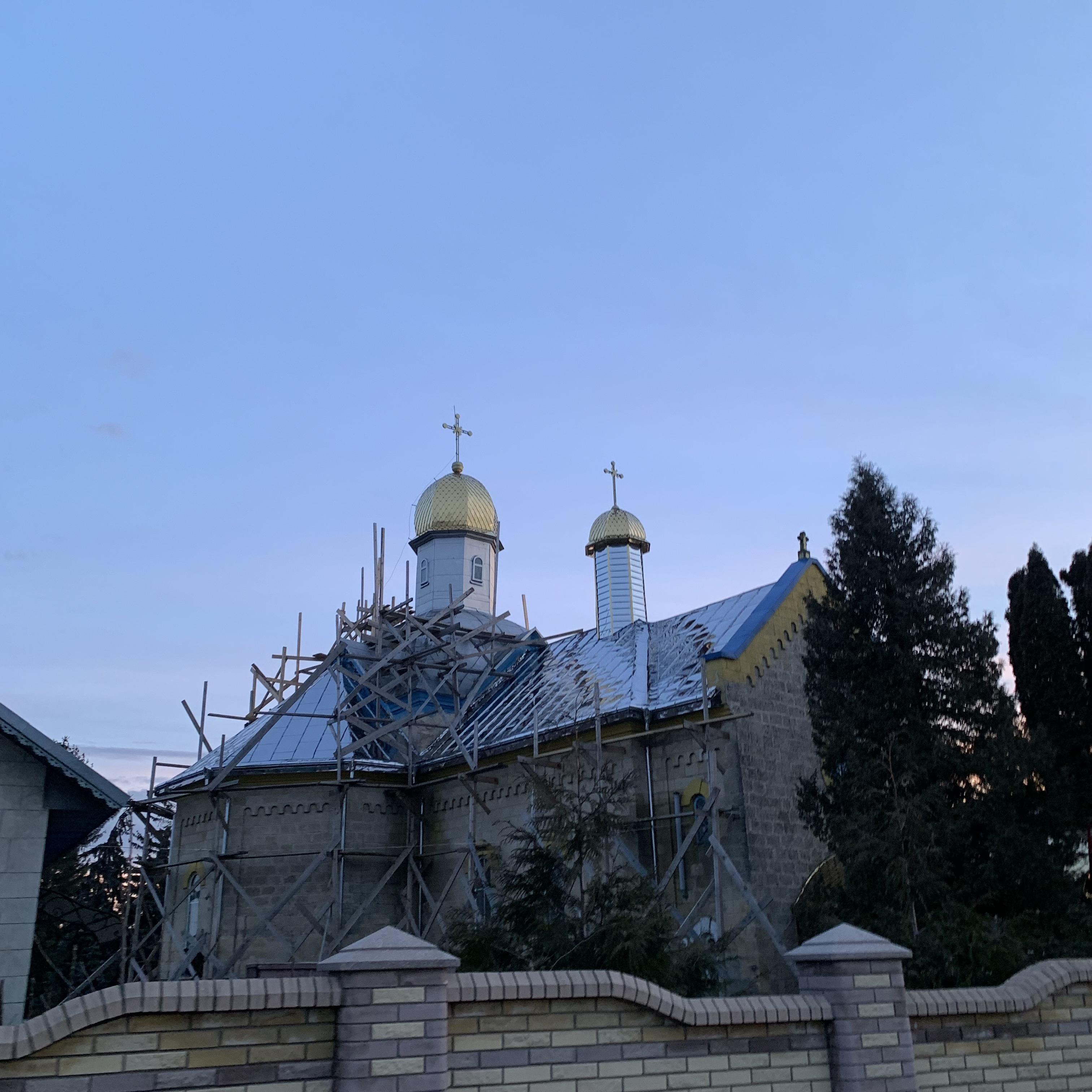
Реконструкція храму Успіння Пресвятої Богородиці

1885 - вважається роком закладення храму, відповідальність за будівництво взяв фундатор Лукашевич Степан Петрович. 
У 1888 на день Успіння Пресвятої Богородиці храм було відкрито та освячено. Про це свідчать давні надписи на стінах. 
За австрійської влади не було жодних заборон чи обмежень щодо релігії, на відміну від румунів.
У 1937 Буковинська консисторія видала указ тодішньому священнику Дарійчуку (родом з Добринівців) про обовʼязкове проведення служби румунською мовою.
Дарійчук, як і всі кадубівчани, був волелюбною людиною і не бажав корятися румунізації, тому попросив поради у примаря Марусяка Георгія.
Марусяк був відданим патріотом, тому погодився допомогти. За допомогою родичів та звʼязків, запропонував парафіянам: кожного разу, коли служба буде починатись румунською - мовчки покидати храм. Це повторювалось декілька разів, і священник змушений був повідомити про це керівництву. Після цього, владика вирішує відвідати храм щоб на власні очі переконатись у ситуації. Парафіяни влаштували йому пишний прийом: зустріли з хлібом-сіллю, з квітами. Владика разом із парафіянами обговорив ситуацію і після цього дозволив правити службу по-старому. Таким чином кадубівчанам вдалось зберегти свої традиції в боротьбі з румунізацією.
У міжвоєнний період у селі функціонував Кадубовецький церковний хор.
50-60-ті роки в Кадубівцях були антирелігійними. Радянська влада жорстко утискала кадубовецьку церкву. Бувало що керівництво примушувало вчителів чергувати біля церкви, і не пускати учнів на службу, та і це не зупиняло їх, багато проривались та перелазили через мур, щоб потрапити в храм.
Згодом, внаслідок поразки антирелігійної кампанії в селі, місцева влада вирішила діяти інакше. Багато церков тоді закривали рішеннями комісій. На диво, і в цей раз прихожани змогли відстояти храм, проте була інша проблема: дах церкви був покритий дранкою (деревʼяними дощечками), які вже були прогнилі, а разом з тим руйнувалась і церква. Звертання до влади були безрезультативними, те й не дивно, бо керівництво хотіло щоб храм якнайшвидше закрився.
Тоді, церковний староста І. Рудей, за дорученням громади кілька разів їздив до Києва та Москви. Коли дозвіл врешті-решт було отримано, залишилось лише знайти метал для даху. Тоді купити його в магазині було неможливо, тому було вирішено купити бляху нелегально, що на той час було великим злочином. Бляха вважалася краденою, тому її ховали по різних кутах села. І тільки в 1979 році її таки перекрили.
Невдовзі було проголошено незалежність України, а це означало що постав вибір церкві: або бути в складі Київського патріархату, або в складі Московського патріархату. 

Отець Петро (Собестинський) обгрунтував свою позицію: 
|  | ...християнство на Русі започатковане в Києві у 988 році, коли на місці сучасної Москви ходили хіба що ведмеді... |

Його позицію підтримали і парафіяни і проголосували бути в складі Київського Патріархату.
За часів сучасної України церква займає важливе місце у житті кадубівчан. Не зважаючи на те, що тепер в селі не одна церква а декілька. Церква зберігає найдавніші традиції Кадубівців.

### Церковний хор
Офіційна назва: "Український церк. "Хор" в Кадобівцях".

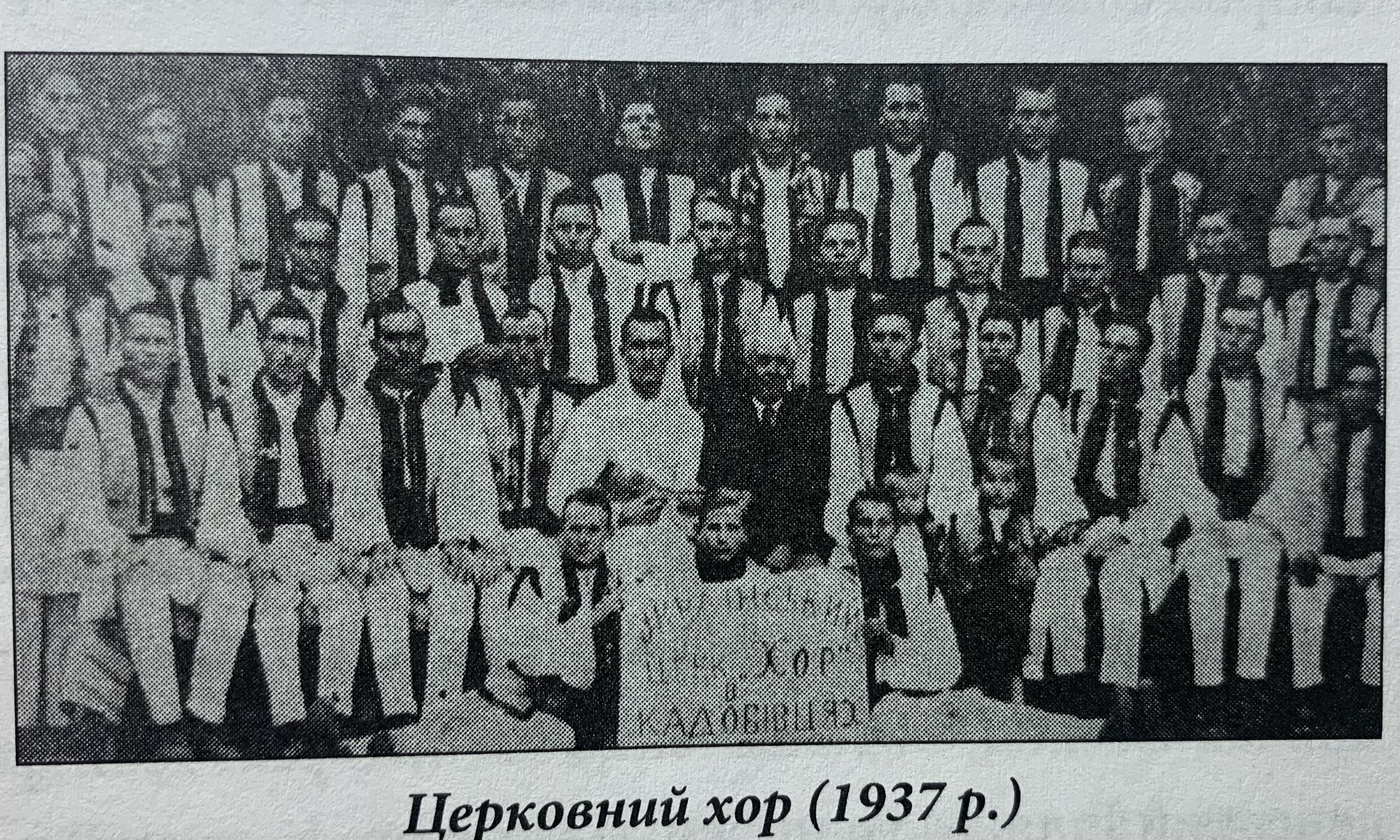
Кадубовецький церковний хор, 1937 рік

Про дату заснування не відомо. Вперше хор згадується у буковинській газеті "Час" у березні 1929 року. Тоді він виступив на Свято Шевченка, перед великою кількістю народу, українською інтелігенцією та заступниками громадського обʼєднання "Чорноморя".
Також, варто зауважити, що під час проведення свята, селянами було зібрано 1700 леїв. Читальня з Кадубівців зібрала 500 леїв. Всі гроші було передано на фонд "Чорноморя", який займався діяльністю українського козацького руху.
За словами місцевих старожил: 
"Це був не такий собі простенький хор, на зібраннях завжди обговорювали відродження УНР, важливість української мови, збереження традицій та ймовірність заколоту. Коли ж про це довідався місцевий жандарм, він пригрозив: 
|  | "Ви йдете проти держави! Будете відповідати по всій строгості за законом!" |

На що керівник хору Олександр Гладій відповів: 
|  | "Ми всі разом - є держава, а ти її наймит" |

Вже у 1937 церковний хор запросили до Хрещатицького монастиря, на свято Івана Богослова за легендами: "... луна від того співу котилася аж берегом Дністра із заліщицької сторони...", сам владика тоді сказав: 
|  | "Чуєте, як співають? Ніби з Богом розмовляють!" |

У 1940 СРСР окупував Буковину, а разом з тим і село. Всіх учасників хору (більше 30-ти) було звинувачено в українському націоналізмі і заарештовано, аж доки не почалась Друга світова війна.
5 липня 1941 приблизно о 15-й годині, енкаведисти запланували підрив залізничного моста разом із політичними вʼязнями. Вагони мали вирушати в тил СРСР, в одному з вагонів був кадубовецький хор. Служба НКВС дочекалась моменту, і як тільки потяг заїхав на міст, було організовано підрив. Потяг разом із ешелонами підлетів вверх а потім впав у Дністер. Хористи у зачинених вагонах, хто пережив вибух, опинились у смертельній водній пастці, не залишалось нічого, крім як чекати своєї смерті. Повінь тоді була така велика що тіла вʼязнів знаходили за течією далеко в Молдові.
Це була велика трагедія для села, поблизу моста встановили хрест. Вже після загибелі хору, місцевими жителями вдалось відновити декілька прізвищ хористів-мучеників:

- Петро Дзівідзінський
- Іван Бабин
- Маник
- Іван Штогрин
- Дмитро Гладій
- Юзьо Голик
- Микола Мельниченко
- Петро Марусик
- Дьордій Вакарчук
- Олександр Гладій
- Василь Іванків
- Іван Петрюк
- Василь Любинецький
- Дмитро Ахтемійчук
- Степан Голик
- Степан Кукурудзяк
- Степан Бурденюк
- Дьордій Марусик
- отець Петро Дарійчук

Про інших невідомо і до сьогоднішнього дня.
Не дивлячись на свою коротку історію, хор відіграв значну роль у кадубовецькій історії, а також буковинській. Кадубівчани гідно відстояли свою старовинну проукраїнську позицію.

## Географія
Геологічна будова території Кадубівців зумовлена розташуванням на Волино-Подільській плиті. Рівнина на якій розташоване село, оточена: Передкарпаттям на заході, Подільською височиною на півночі, Хотинською височиною на сході і Чернівецькою височиною на півдні. Височини оточують рівнину з всіх сторін. На півночі проходить межа по Дністру, на півдні — по Пруті. 
Територіально належить до Кострижівсько-Кадубівського карстового району. На південному краю села розташоване гори Бавки — унікальний район з рідкісними рослинами, пасовищами, скелями, пагорбами та значними підняттями, який зблизька нагадує справжні гори. Задля збереження унікальності та природньої оболонки місцевості, на частині Бавок створено ландшафтний заказник Кадубівська стінка. Також, у іншому куті села — Гукові розташувалась Кадубівська лійка, яка поглинає Гуківський потік.

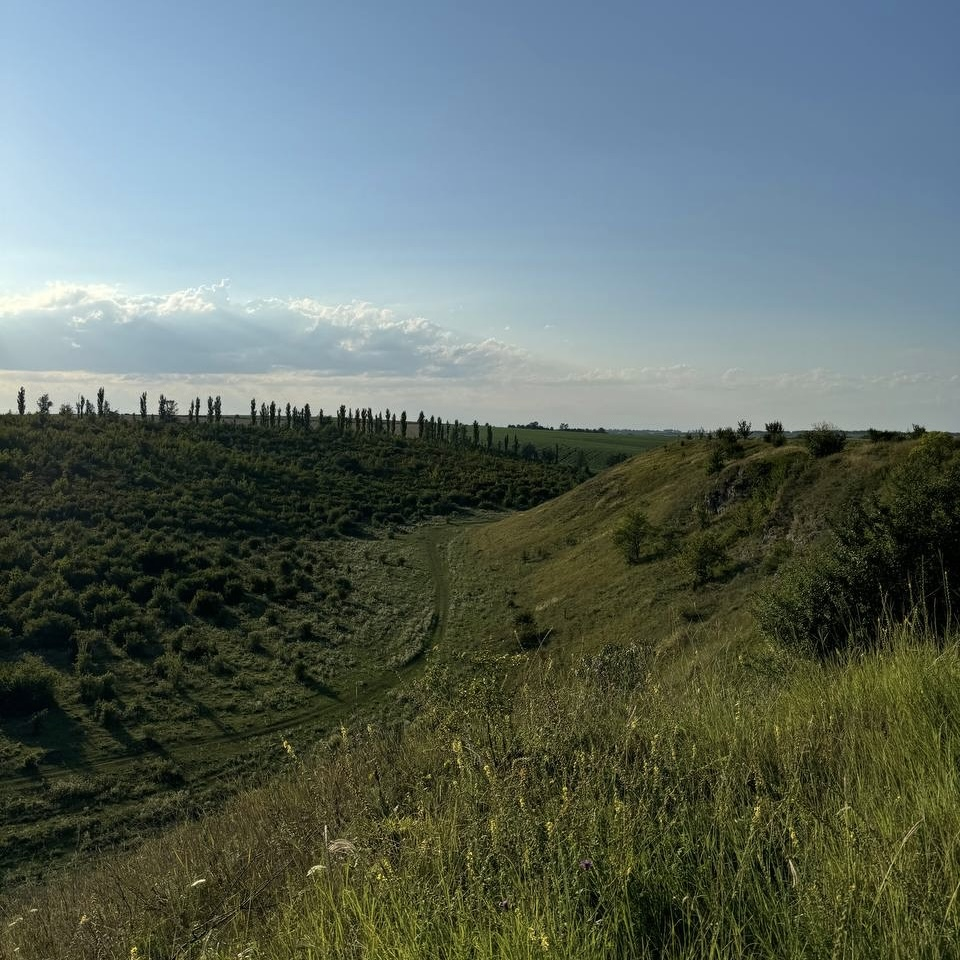
Гори Бавки в районі Кадубівської стінки

Гідрологія Кадубівців характеризується пʼятьма річками на яких розташовані стави. Всі пʼять річок згодом зливаються в одну. Вона несе свої води аж до Бавків, до Кадубовецької печери-понори (Кумуски), там вода впадає в печеру і зникає. Також відомо що під селом знаходиться великий басейн прісної води. Рибне господарство розвинене, половина ставків займається вирощуванням риби, інша половина призначена для відпочинку.
Лісів на території немає. Проте під горами Бавками простягнувся Кадубовецький сад, який у часи СРСР займався вирощуванням фруктів та ягід. Також є два парки, а в долинах річок і потічків ростуть верби та інші дерева, які озеленюють Кадубівці. Повітря чисте та не містить шкідливих викидів.
Важливу роль відіграють грунти. Завдяки їхній родючості, місцеві фермери, вирощують якісний урожай. Фермерство складає велику частку кадубовецької економіки. Південніше розташований вапняковий карʼєр, який фактично поділений між Веренчанкою та Кадубівцями, а юридично – належить Веренчанській сільській раді.
Кадубівці знаходяться в помірному поясі, для нього характерне тепле літо та холодна зима. У весняний період відбувається підвищення рівня води у прилеглих річках. Стихійні лиха для цієї території це рідкісне явище. Проте село належить до сейсмічної Зони Вранча, і на початку XX століття тут було зафіксовано відносно великий землетрус.
Останніми роками в селі почались туристичні процеси. Для туристів стали відкриті такі памʼятки як: стародавній млин, храм Успіння Пресвятої Богородиці та Кадубівська стінка. Кадубовецький музей допомагає туристам ознайомитись з історичними та культурними надбаннями. Кадубівці та Кадубовецька територіальна громада належить до туристичного маршруту "Тече Дністер з минулого в майбутнє".
Поряд проходить міжнародна траса E85, якою проходить велика кількість міжрегіональних та міжнародних маршрутів, тому з Кадубівців легко дістатись у різні куточки Європи. 
Потенціал розвитку Кадубівців може реалізуватись завдяки своєму вдалому розміщенню на межі багатьох торгових шляхів, захищеності від стихій, промисловості, великій кількості населення та високому рівню освіти в людей.

## Економіка

### Сучасність
Економіка відіграє ключову важливу роль у бюджеті громади. В селі добре розвинене сільське господарство, садівництво, металургія, тваринництво, рибне господарство, легка промисловість та сфера торгівлі. Всі галузі добре між собою звʼязані і формують левову частку економіки Кадубовецької ОТГ.
Станом на 2025 у сфері послуг основну роль складають: супермаркети та магазини, яких тут налічують більше 7-ми; кафе-бар; пекарня; паб; піцерія; магазин автозапчастин; гараж автотюнінгу; декілька СТО; відділення «УкрПошти» та «Нової Пошти»; до вторгнення 2022 року функціонувало 4 ресторани.
В промисловій сфері: завод покрівельних матеріалів; птахофабрика; два зерноелеватори; борошномельний млин; завод з виробництва свічок; цех з пошиття скатертин; два будівельні магазини; завод з виробництва цвяхів; декілька свиноферм та фермерських господарств.

### Передісторія
Економічне життя села почалось зразу від його заснування. Завдяки своєму розташуванню на перехрестях торгових шляхів, через нього проходив великий трафік товарів. Поряд розташовувалося місто Василів, тому економічно село було звʼязане з Київською Руссю.
В період феодалізму Шипинської землі, багато сіл цієї території були де-факто незалежні в політичному та економічному житті. В Кадубівцях діяло багато своєрідних господарств, майже кожне мало жорна. Було розвинено тваринництво та садівництво. Місцеві продавали свої товари на ринках Буковини. Так було до приходу Молдавського князівства.
За Молдавського князівства село не мало великих економічних зрушень. Зʼявилась молдавська валюта, яку і до сьогодні знаходять тут на городах та полях. З приходом австрійців село знову почало розбудовуватись. Місцеві євреї будували багато корчм. Також, тоді на території села діяли: кушнірська майстерня, молочарня, бляхарня, олійниця та млин з дизельним двигуном.
Згодом почались дві світові війни які дуже негативно вплинули на економіку села. Багато зруйнованої інфраструктури прийшла відновлювати вже СРСР. Відбудова відбувалась повільним темпом та дуже важко. Було вирішено створити два колгоспи «Шлях до комунізму» та «імені Горького». Селяни були змушені віддавати своє майно на користь колгоспу.
Вже в 1950 році колгоспи обʼєднуються в один. Починають будувати стайні, склади, купувати сільськогосподарську техніку. На кошти колгоспу збудовано дитсадок, будинок культури, фельдшерсько-акушерський пункт, добудовано школу та асфальтовано центральну дорогу. У 1975 році до кадубовецького колгоспу було приєднано села Чуньків, Василів та Кулівці. Також тоді на східному куті села, біля Слободи, було створено та збудовано великий комплекс з вирощування худоби.
Вже в період незалежності України село знову почало рости. В період 90-тих було ліквідовано колгосп і землі розділили між селянами, зʼявились перші підприємці.

## Населення
Згідно з переписом УРСР 1989 року чисельність наявного населення села становила 3222 особи, з яких 1490 чоловіків та 1732 жінки.
За переписом населення України 2001 року в селі мешкали 3283 особи.

### Мова
Розподіл населення за рідною мовою за даними перепису 2001 року:
| Мова       | Відсоток |
| ---------- | -------- |
| українська | 99,60 %  |
| російська  | 0,33 %   |
| румунська  | 0,03 %   |

### Перепис населення Румунії 1930
Національний склад населення за даними перепису 1930 року у Румунії:
| Національність | Кількість осіб | Відсоток |
| -------------- | -------------- | -------- |
| українці       | 2769           | 95,71 %  |
| євреї          | 92             | 3,18 %   |
| поляки         | 22             | 0,76 %   |
| румуни         | 7              | 0,24 %   |
| німці          | 3              | 0,10 %   |

Мовний склад населення за даними перепису 1930 року:
| Мова       | Кількість осіб | Відсоток |
| ---------- | -------------- | -------- |
| українська | 2771           | 95,78 %  |
| їдиш       | 48             | 1,66 %   |
| німецька   | 35             | 1,21 %   |
| польська   | 22             | 0,76 %   |
| румунська  | 7              | 0,24 %   |
| не вказали | 10             | 0,35 %   |

## Відомі люди
- Митрополит Василій Федак — предстоятель УАПЦ в Канаді.
- Євгеньєва Марія Василівна — музикант, педагог, публіцист.
- Михайловський Володимир Іларіонович — поет, прозаїк, публіцист. Заслужений журналіст України.
- Божик Валерій Іванович — адвокат. Народний депутат України 9-го скликання.
- Волошин Олександр Іванович (Буковина), 02.01.1943, с. Кадубівці. — український медик, доктор медичних наук, професор. У 1965 р. з відзнакою закінчив Чернівецький медичний інститут, згодом — аспірантуру при кафедрі факультетської терапії. Захистив кандидатську (1973) і докторську (1988) дисертації У творчому здобутку більше 640 наукових праць, з них 12 монографій, 7 навчальних посібників, 18 патентів на винаходи та корисні моделі. Підготував 18 кандидатів наук, 10 магістрів медицини. Під його керівництвом пройшли навчання 10 клінічних ординаторів-іноземців та 12 — вітчизняних лікарів. У 1995 р. присвоєно звання «Заслужений лікар України». Лауреат обласної премії імені ю. Федьковича. Нагороджений знаком «Відмінник охорони здоров'я».
- Марусяк Юрій Іванович (30.11.1956-15.06.2019) — музикант, аранжувальник, композитор, керівник аматорського народного духового оркестру та керівник хорового колективу.
- Томоруґ Ілярій Омелянович (1893—1930) — четар УГА.